# Sangdang-gu
Sangdang-gu (koreanska: 상당구) är ett av de fyra stadsdistrikten i staden Cheongju i Sydkorea.  Det ligger i provinsen Norra Chungcheong, i den centrala delen av landet, 110 km söder om huvudstaden Seoul. Antalet invånare är 179 498 (2019).
Sangdang-gu utgör den sydöstra delen av Cheongju.

## Administrativ indelning
Sangdang-gu består dels av ett stadsområde (37,04 km²) som är indelat i stadsdelar, dels ett ytterområde (367,32 km²) som är indelat i socknar.

### Stadsdelar
De åtta stadsdelarna (dong) har totalt 156 292 invånare:
Geumcheon-dong,
Jungang-dong,
Seongan-dong,
Tap·Daeseong-dong,
Yeongun-dong,
Yongam1-dong,
Yongam2-dong och
Yongdam.Myeongam.Sanseong-dong.

### Socknar
De fem socknarna (myeon) har totalt 23 206 invånare:
Gadeok-myeon, 
Miwon-myeon,
Munui-myeon,
Namil-myeon och
Nangseong-myeon.